# محمد رفاعي (لاعب كرة قدم)
محمد رفاعي لاعب كرة قدم مصري في مركز خط وسط الهجومي ، من ناشئي النادي الأهلي وانتقل للزمالك وسنه 16 عامًا، ولعب للفريق الأول تحت قيادة حسام حسن ، ثم انتقل لنادي وادي دجلة قبل أن يخوض تجربة الاحتراف في أهلي عطبرة السوداني، ويلعب حاليًا لنادي المصري.

## روابط خارجية
- محمد رفاعي على موقع قاعدة بيانات كرة القدم.إي يو (الإنجليزية)
- محمد رفاعي على موقع Soccerway.com (الإنجليزية)

- محمد رفاعي